# Ida Kühnel
Ida Kühnel (gift Adler och senare Pleschak), född 22 april 1920 i München, förbundsland Bayern, död 20 juli 1999 i München, Bayern, var en tysk friidrottare med löpgrenar som huvudgren. Kühnel var en pionjär inom damidrott. Hon blev förste Europamästare i stafettlöpning då hon tog guldmedaljör vid EM i friidrott 1938 (det första EM där damtävlingar var tillåtna även om herrtävlingen hölls separat i Paris).

## Biografi
Ida Kühnel föddes 1920 i södra Tyskland. Efter att hon börjat med friidrott tävlade hon i kortdistanslöpning, stafettlöpning och längdhopp. Senare gick hon med i idrottsföreningen "MTV Schwabing". Därefter tävlade hon för "Turnerschaft 05 München". 1939 gick hon med i "MTV München 1879", där hon stannade under resten av sin aktiva tid.
1938 deltog hon vid EM i friidrott 17 september–18 september på Praterstadion i Wien. Under tävlingarna tog hon guldmedalj i stafettlöpning 4 x 100 meter med 46,8 sek (med Josephine Kohl, Käthe Krauss, Emmy Albus och Ida Kühnel som 4.e löpare). Under EM tävlade hon även i löpning 100 meter där hon slutade på en 5.e plats.
Åren 1938–1941 låg hon på topp 5-listan över världens bästa 100 meters-löpare.
1939 tog hon sin första tyska mästartitel i löpning 100 meter vid tävlingar 8–9 juli i Berlin. Hon försvarade titeln 1941. Åren 1942 och 1943 vann hon bronsmedalj på distansen.
1939 blev hon även tysk mästare i stafettlöpning 4x100 meter. Hon försvarade titeln 1943 och 1950, tog däremellan 6.e plats 1946, bronsmedalj 1947, 4.e plats 1948 och 5.e plats 1949.
1947 gifte hon sig med Adler. 1951 slutade hon på en 6.e plats i stafett 4x100 meter vid tävlingar 28–29 juli i Düsseldorf. Senare drog hon sig tillbaka från tävlingslivet. Kühnel dog 1999 i München.